# Lana Turner

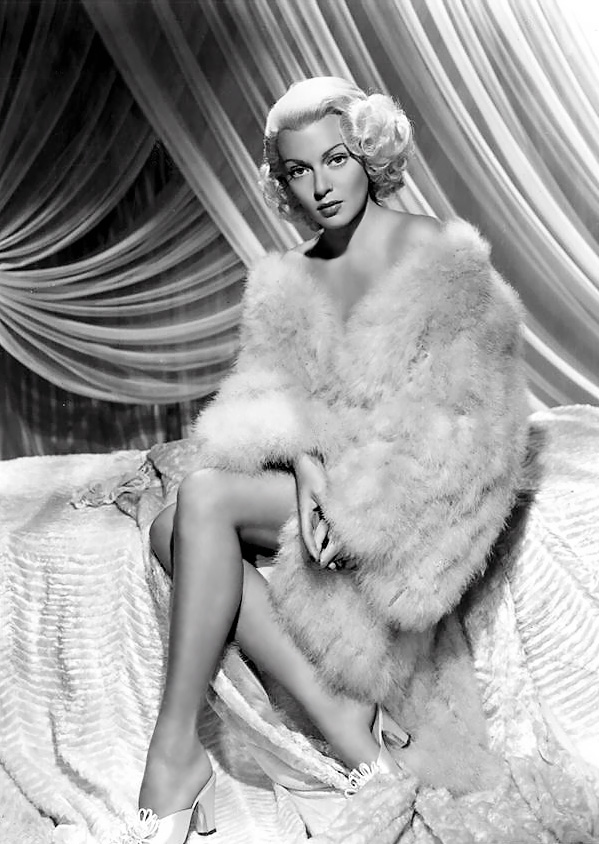
Lana Turner år 1947.

Lana Turner, ursprungligen Julia Jean Mildred Frances Turner, född 8 februari 1921 i Wallace i Idaho, död 29 juni 1995 i Century City i Los Angeles, var en amerikansk skådespelare. I mitten av 1940-talet var Turner en av Metro-Goldwyn-Mayers största stjärnor, en symbol för Hollywoodglamour. Bland Turners mest kända filmer kan nämnas Vilse från 1946, en filmatisering av James M. Cains The Postman Always Rings Twice, samt Lek i mörker från 1957 för vilken hon blev Oscarsnominerad för bästa kvinnliga huvudroll.

## Biografi
När Lana Turner var nio år gammal, blev hennes far, John Virgil Turner, rånmördad och hennes mor, Mildred Frances Cowan, som var innehavare av en skönhetssalong, flyttade då med barnen till Hollywood. Turner upptäcktes inte, som det brukar sägas, på en glassbar, iklädd en åtsittande jumper, utan jagade aktivt roller som andra förhoppningsfulla i Hollywood.

### Filmkarriär
Hon upptäcktes 1936, medan hon fortfarande gick i skolan. Vid 16 års ålder kontrakterades hon av Warner Bros.-regissören Mervyn LeRoy, som tog henne med sig när han gick över till MGM 1938. Turner drog till sig uppmärksamhet då hon spelade mordoffer i sin debutfilm, LeRoys Mysteriet i Sydstaterna (1937).
År 1937 lanserades hon som "jumperflickan" (sweater girl) i filmen Skandal i Hollywood. Under andra världskriget var hon den allra mest populära pin-up-flickan bland de amerikanska soldaterna.
Under det tidiga 1940-talet etablerade Turner sig som en av MGM:s ledande skådespelare, med sin medverkan i filmer som film noiren Johnny Eager (1941), musikalen Ziegfeldflickan (1941), skräckfilmen Dr. Jekyll och Mr. Hyde (1941) och det romantiska krigsdramat Krigsreportern (1942), en av flera filmer där hon spelade mot Clark Gable. Turners rykte som en glamorös femme fatale förstärktes av hennes kritikerhyllade insats i film noiren Vilse (1946), en roll som etablerade henne som seriös dramatisk skådespelare.
Hennes popularitet fortsatte under 1950-talet med dramer som Illusionernas stad (1952) och Lek i mörker (1957); för den senare nominerades hon till en Oscar för bästa kvinnliga huvudroll. Filmen Den stora lögnen (1959), blev en av de största ekonomiska framgångarna i hennes karriär och för sin sista huvudroll i Madame X (1966) prisades hon med en David di Donatello.
Turner drog sig i stort sett tillbaka under 1970-talet och början av 1980-talet, och sin sista filmroll gjorde hon 1980. År 1982 åtog hon sig dock en återkommande gästroll som Jacqueline Perrault i TV-serien Maktkamp på Falcon Crest.

### Privatliv och sista år
Lana Turner var gift åtta gånger varav två med Stephen Crane, eftersom deras första äktenskap annullerades och de gifte sig igen en dryg månad senare. Hennes förste man var den kände storbandsledaren Artie Shaw, make nummer två var restaurangägaren Stephen Crane som senare gifte om sig med den franska skådespelaren Martine Carol). Make nummer tre var en playboy-miljonär vid namn Bob Topping och make nummer fyra var Tarzanskådespelaren Lex Barker.
År 1958 inträffade en skandal, vilken kanske har gjort Lana Turner mer känd än hennes filmroller. Turner hade inlett ett förhållande med en gangster, Johnny Stompanato. Hennes 14-åriga dotter Cheryl Crane gillade inte sin mors kärleksaffär och knivhögg Stompanato till döds. I den rättegång som följde förklarades mordet som försvarligt eftersom dottern helt uppenbarligen hade försökt skydda sin mor mot "det hot som förelåg mot Lana Turners liv".
År 1992 diagnosticerades Lana Turner med cancer och dog tre år senare.

## Filmografi i urval
- 1937 – Mysteriet i Sydstaterna
- 1937 – Det spökar i sta'n
- 1937 – Skandal i Hollywood
- 1937 – En natt på värdshuset
- 1938 – Marco Polo
- 1938 – Andy Hardy och kärleken
- 1938 – Hela världen sjunger
- 1939 – Det sitter i benen
- 1939 – Dr. Kildare sökes
- 1940 – Två flickor på Broadway
- 1941 – Dr. Jekyll och Mr. Hyde
- 1941 – Fräck och fågelfri
- 1941 – Ziegfeldflickan
- 1942 – Krigsreportern
- 1943 – Ung flicka lever farligt
- 1943 – Mitt majestät kung Ludde
- 1945 – Människor på hotell
- 1946 – Vilse
- 1947 – Gröna delfinens gata
- 1947 – Storstaden lockar
- 1948 – De tre musketörerna
- 1952 – Glada änkan
- 1952 – Illusionernas stad
- 1954 – Förrådd
- 1955 – När regnet kom
- 1957 – Lek i mörker
- 1959 – Den stora lögnen
- 1961 – Ungkarl i paradiset
- 1966 – Madame X
- 1982–1983 – Maktkamp på Falcon Crest (TV-serie)
- 1985 – Kärlek ombord (TV-serie)